# МЗМА-400-420А
«Москвич-400-420А» — четырёхдверный кабриолет (кабриолимузин) с откидным верхом (мягкий тент), модификация первого поколения «Москвича-400», советской копии Opel Kadett K38. Выпускался с 1949 по 1954 год на Заводе малолитражных автомобилей (ЗМА). Всего было выпущено 17 742 автомобиля этой модели.
Кузова, аналогичного 420А, в программе Opel не было, немецкие кабриолеты выпускались только с двумя дверьми. Так что, согласно некоторым источникам, открытый четырёхдверный кузов — оригинальная разработка конструкторов КБ кузовов МЗМА.
К 1953 году выпуск кабриолетов признали нерентабельным. Многочисленные сварные конструкции (усилители и косынки) слишком удорожали автомобиль при массовом производстве. До начавшейся в 1954 году модернизации, после которой базовая модель сменила индекс с «Москвич-400-420» на «Москвич-401» кабриолет не дотянул.

## Технические особенности
Создать открытый несущий кузов — сложная задача. Жесткая стальная крыша выступает ключевым силовым элементом, связывающим моторный отсек с багажником. Вариант, при котором полностью убирают верхний «фонарь» кузова, оставляя исключительно лобовое стекло, подходит для рамных автомобилей вроде ЗИС-102, ЗИС-110Б или ГАЗ-11-40.
На кабриолете «Москвич-400-420А» для решения задачи поставили жесткие дуги над рамками дверей и усилили их трубами цилиндрического сечения. На эту конструкцию монтировали каркас для съёмного тента. Но одни дуги не обеспечивали должного уровня жесткости на кручение. Для обеспечения нужного параметра к конструкции приваривали десятки уголков и раскосов, используя остающиеся при производстве кузовов отходы и обрезки вместо цельного стального листа. Это решение привело к росту массы кабриолета по сравнению с седаном на 50 кг, а металлоемкость кузова осталась практически на старом уровне.
Мягкий тент из брезента дополнительно утепляли байковой тканью с тыльной стороны. Тент плотно натягивался на дуги, позволяя даже зимой сохранять достаточно комфортную температуру, не сильно ниже, чем в базовом седане. Остающиеся места неплотного прилегания обеспечивали вытяжную вентиляцию. Натянутый тент со стороны ветрового стекла крепили двумя кожаными ремнями, а его основание фиксировали на торце панели багажника с помощью деревянного усилителя оригинальной конструкции.

## Использование в кино
Кинематографисты оценили серийные кабриолеты, так что автомобили стали использовать как игровой транспорт важных персонажей:
- герой Павла Кадочникова в картине «Большая семья»;
- герой Георгия Вицина в фильме «Она вас любит»;
- героиня Марины Нееловой в фильме «Дамы приглашают кавалеров».